# 瑞士新教

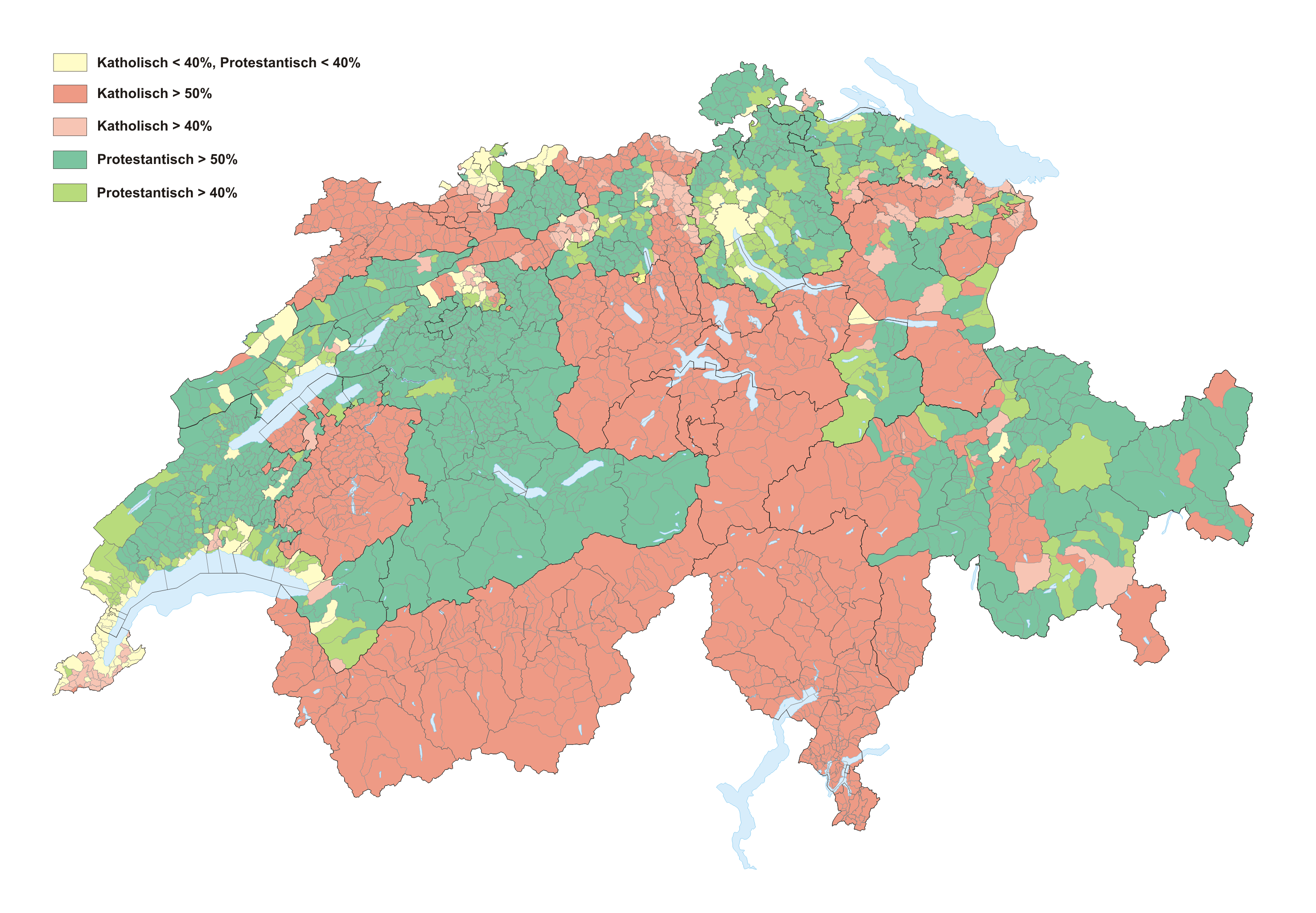
2008年瑞士各教派分布图（绿色：新教，红色：天主教）

瑞士的新教发端于苏黎世的归正宗改革，由烏利希·慈運理发起，并在数年内传播至巴塞尔（由约翰内斯·厄科兰帕迪乌斯领导）、伯尔尼（由贝尔希托尔德·哈勒与尼克劳斯·曼努埃尔领导）、圣加仑（约阿希姆·瓦迪安）以及德国南部城市，并通过阿尔萨斯（马丁·布策尔）传播至法国。
自1920年以来，瑞士的各新教教会以26个成员教会组成瑞士新教教会联盟（今称瑞士基督教改革教会联合会）。根据2000年瑞士人口普查，瑞士人口中有33%登记为一所改革宗州教会的成员。到了2022年，这一比例下降至22.5%，另有2.7%属于其他新教教派。

## 历史
瑞士各地采纳宗教改革后，慈运理与加尔文两支传统虽在神学上存在差异，但在海因里希·布林格与让·加尔文的推动下，于1549年达成《苏黎世共识》，并于1566年发布具有广泛影响力的《第二瑞士信条》。
采用慈运理传统的瑞士改革宗教会一项鲜明特点，是其与地方州政府之间密切的历史性联系，这种几乎“共生”的状态直到当代才逐渐松动。
1920年，瑞士新教教会联盟（德語：Schweizerischer Evangelischer Kirchenbund，简称 SEK-FEPS）成立，初期包含22个成员教会——包括20个州教会与2个自由教会（日内瓦自由教会与瑞士循道宗教会）。该组织作为法律上的协调机构，代表改革宗教会在联邦政府前发声，并负责处理国际事务中的教会代表权。

## 组织与成员
在组织结构上，瑞士的改革宗教会仍保持为各自独立的州级教会单位。讲德语的教会多承袭烏利希·慈運理的神学传统，讲法语的教会则多遵循让·加尔文的教义——尽管二者均属于改革宗一脉。这些教会通常采议会制治理结构，其与所在州政府之间的关系——从高度独立到紧密合作——因历史背景而异。在瑞士，教会与国家之间没有全国统一的法律规定。

## 其他新教派别
虽然瑞士的大多数新教徒信奉改革宗（无论是慈运理派还是加尔文派），但自瑞士宗教改革以来，也一直存在重洗派少数群体，其组织形式为自1810年起成立的瑞士门诺会联盟，以及自1849年成立的浸信会。
此外，自19世纪以来，瑞士也出现少量路德宗教会。最早的路德宗会众于1893年由移居巴塞尔的德国人建立。 20世纪期间，更多由外国移民建立的路德宗教会相继出现，如1947年的丹麦路德宗会众和1961年的瑞典路德宗会众。
五旬节运动的新教形式于20世纪初由美国新教运动传入瑞士，并于1925年成立瑞士五旬节差会（Schweizer Pfingstmission）加以组织。
截至2000年，瑞士的其他小型新教派别包括：循道宗（占人口的0.12%）与其他新教宗派（占1.44%）。
移民教会中心（德語：Zentrum für Migrationskirchen）是一个汇集自四大洲、共八个新教教会的联合体，坐落于苏黎世维普金根区（Wipkingen），原址为苏黎世州福音改革教会的一座旧教堂礼堂，是瑞士境内一个独特的移民教会聚集中心。